# 你的花/最後的吻
《你的花/最後的吻》（日语：キミの花/最後のキス）是日本女歌手奧華子的第17張單曲。2017年2月22日由Pony Canyon發行。

## 解說
《你的花/最後的吻》是自從奧華子的上一張單曲「成為回憶吧/愛的寶物」以來，相隔5個月之後發行、而且是她的第二張以兩A面形式發表的最新單曲。
販售形式有「清戀盤」和通常盤共2種。通常盤有收錄B面歌曲「積木」。

## 收錄歌曲
| 曲序     | 曲目                    | 编曲              | 備註     | 时长  |
| -------- | ----------------------- | ----------------- | -------- | ----- |
| 1.       | 你的花                  | Morimoto Takahiro |          | 4:24  |
| 2.       | 最後的吻                | Oku Hanako        |          | 5:37  |
| 3.       | 積木                    | Oku Hanako        | 僅通常盤 | 4:28  |
| 4.       | 你的花 (Instrumental)   |                   |          | 4:24  |
| 5.       | 最後的吻 (Instrumental) |                   |          | 5:36  |
| 总时长： | 总时长：                | 总时长：          | 总时长： | 24:31 |

### 歌曲解說
你的花
TBS電視網電視動畫《清戀》片頭主打歌曲。也是奧華子自從2006年單曲「柘榴石」以來，睽違11年推出的第2張動畫主題歌曲。
據本人表示，這是一首依動畫劇本內容、進行填詞的歌曲。並說這是一首她對於自身學生時代初戀的心境，以及展現出那種不安分的心情填詞而成的。另外，奧華子同時也在動畫《清戀》第9話中客串配音。
單曲發行之前，2017年1月12日先行在iTunes Store和RecoChoku等音樂下載網站發布電視播出長度版本。
最後的吻
「與心愛的人離別」為主題的抒情歌曲。而奧華子形容這是一首從5年前開始醞釀溫度的歌曲。
積木
奧華子在地下音樂時期製作的歌曲。並表示這首本身是一首連歌迷都知道的歌曲。後來，奧華子在2016年舉辦的巡迴演唱會獻唱所有歌曲時，因為自己聽到了歌迷說希望出CD的請求，因此才公開決定收錄重新錄製的影音內容。

## 腳註

## 外部連結
- Pony Canyon官方網站的歌曲介紹頁面
  - 清戀盤 （日語）
  - 通常盤[] （日語）